# Tetramorium armatum
Tetramorium armatum är en myrart som beskrevs av Santschi 1927. Tetramorium armatum ingår i släktet Tetramorium och familjen myror. Inga underarter finns listade i Catalogue of Life.